# Thomas Burrow
Thomas Burrow ( /ˈ b ʌr oʊ / ; 29 juin 1909-8 juin 1986) est un indologue et professeur Boden de sanskrit à l'université d'Oxford de 1944 à 1976 ; il est également membre du Balliol College d'Oxford pendant cette période. Il a notamment écrit A Dravidian Etymological Dictionary, The Problem of Shwa in Sanskrit and The Sanskrit Language.

## Jeunesse
Burrow est né à Leck dans le nord du Lancashire et est l'aîné des six enfants de Joshua et Frances Eleanor Burrow. Il fréquente la Queen Elizabeth's Grammar School, à Kirkby Lonsdale, et obtient une bourse pour le Christ's College, à Cambridge. C'est là qu'il s'intéresse au sanskrit en se spécialisant en philologie comparée.

## Carrière
Burrow est surtout connu pour son mandat de trente-deux ans en tant que professeur Boden de sanskrit à l'Institut oriental de l'Université d'Oxford (1944-1976). Durant cette période, il mène des recherches et enseigne à plusieurs générations d’étudiants sanskrits. Richard Gombrich, professeur de sanskrit à partir de 1965, lui succède à la chaire Boden.
Pendant les années de guerre, de 1937 à 1944, avant sa nomination à Oxford, Burrow est conservateur adjoint au British Museum et occupe également un poste à la SOAS de 1938 à 1948. Au cours de ces années, il travaille particulièrement sur la grammaire et la littérature des documents Niya Prakrit d'Asie centrale conservés dans le Kharoṣṭhī,.
Durant la guerre, Burrow développe également un profond intérêt pour les langues et la linguistique dravidiennes et, lors de travaux de terrain dans le sud de l'Inde dans les années 1950 et 1960, il documente deux langues jusque-là inconnues des chercheurs (le parji et le pengo). Il s'attaque au problème de l'identification des emprunts dravidiens en sanskrit alors qu'il est à l'Université Annamalai sous la direction de PS Subrahmanya Sastri et publie les Collected papers on Dravidian linguistics en 1968. Avec son collègue américain Murray Barnson Emeneau (en), Burrow publie une étude marquante, A Dravidian Etymological Dictionary (1966). Après sa retraite, Burrow se consacre pendant les dernières années de sa vie à produire une deuxième édition augmentée de cet ouvrage, publiée en 1984.

## Publications
- Une traduction des documents Kharoṣṭhī du Turkestan chinois. Fonds James G. Forlong, vol. XX. Londres : La Royal Asiatic Society, 1940.
- T. Burrow, The Sanskrit language, Faber and Faber, 1955 (ISBN 9788120817678, lire en ligne) (3e édition, 1973 ; réimpression Motilal Banarsidass Publ., Delhi 2001)
- A comparative vocabulary of the Gondi dialects Société asiatique (1960)
- avec MB Emeneau, A Dravidian Etymological Dictionary, Clarendon Press (1966)
  - A Dravidian Etymological Dictionary: Supplement, Clarendon Press (1968)
- (en) Thomas Burrow, Collected Papers on Dravidian Linguistics, Annamalai University, 1968 (lire en ligne)